# Platée

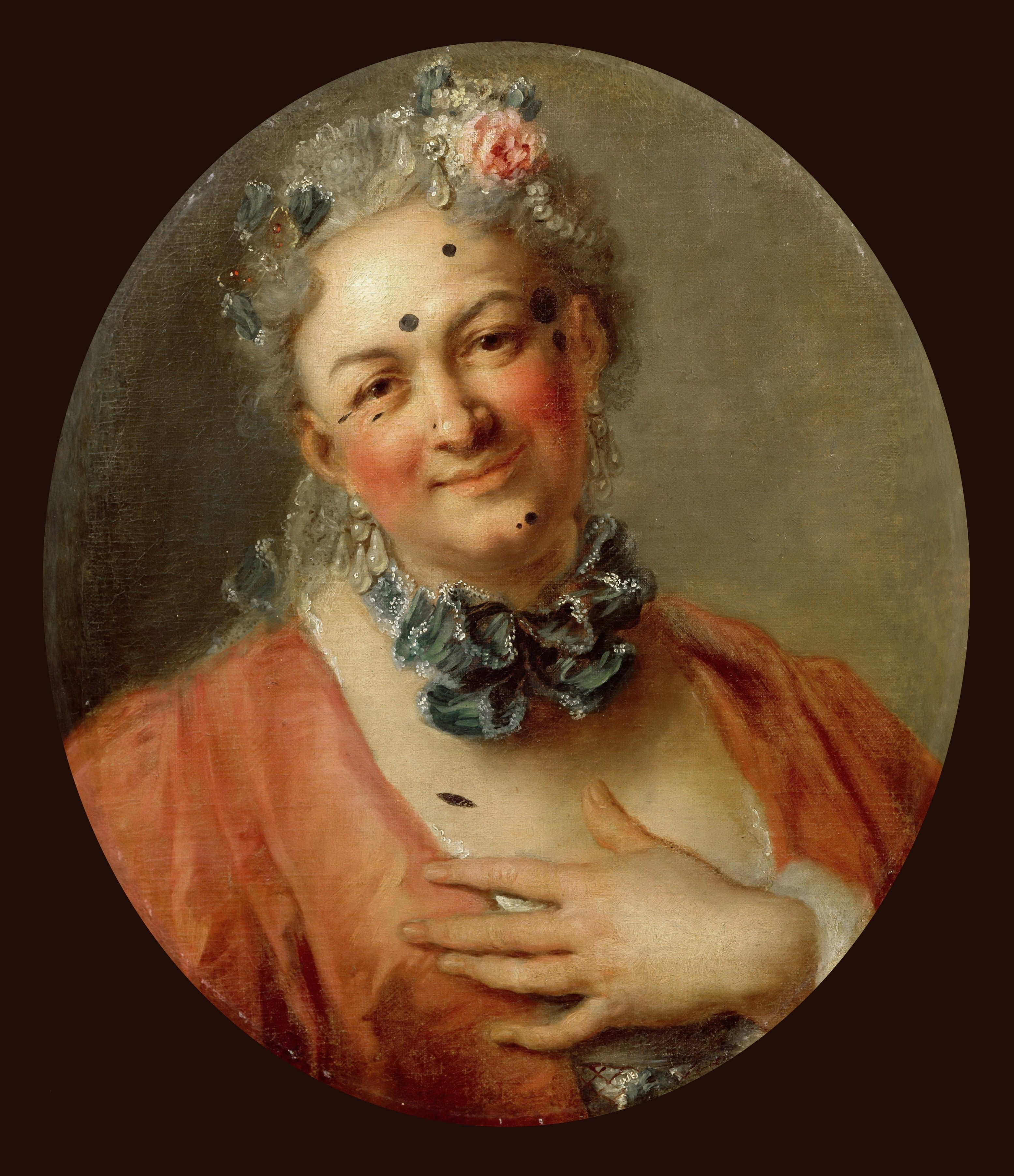
Pierre Jélyotte v roli Nymfy

Platée je francouzská opera od skladatele Jean-Philippe Rameaua z roku 1745; libreto napsal Jacques Autreau. Dílo, na pomezí komické opery a baletu, paroduje postupy francouzské tragédie lyrique.

## Okolnosti vzniku operyPlatée
Dne 8. prosince 1744 renneský biskup oficiálně požádal o ruku infantky Marie Teresy Antonie Raphaely Španělské pro Ludvíka Ferdinanda Bourbonského, následníka trůnu Ludvíka XV. Svatba byla stanovena na 23. února 1745 a měl jí předcházet měsíc oslav, při kterých by byly prezentovány nejlepší francouzské tradice a umění; měla tedy zaznít i opera. Kardinál Richelieu vybral tři nová díla, která musela důvtipně spojit přání a představy dvora s aktuálním vkusem Pařížanů: Zélindora od Francoise Rebela a Francoise Francoeura, Pandoru Josepha Nicolase Royera a Rameauovu operu La Princesse de Navarre. S blížícím se termínem svatby však bylo čím dál víc jasné, že Pandora nebude dokončena v termínu a Voltaire, který byl autorem libreta, vyjádřil i vážné pochybnosti o úrovni díla. Zoufalý Richelieu tedy požádal o pomoc Rameaua. Ten měl rozpracovanou operu Plateé pro uvedení v létě stejného roku a tak dílo v rekordním čase dokončil tak, aby mohlo zaznít místo Pandory 31. března 1745, pouhé 4 dny po druhé premiéře La Princesse de Navarre. Především pro svůj humor a neotřelý děj si opera Plateé získala velkou oblibu nikoliv u dvora, ale zejména u měšťanské a operní společnosti v Paříži.
Dvořané a příslušníci tehdejší vysoké společnosti považovali námět za příliš nízký a nedůstojný tak velkolepé události, jako byla královská svatba. Navíc se mnozí – ne zcela neoprávněně – domnívali, že motiv svatby a lásky Jupitera a Juno je zesměšněním a parodií na vztah královský. Paradoxně byl nadšen sám panovník, který po premiéře poslal Rameauovi dopis plný superlativů a pochval k prvnímu provedení. Oproti tomu je známý postoj Voltairův, který s Rameauem pracoval na Princezně Navarské a který se v dopise přítelkyni dotazuje: „Už jste viděla Žabí balet? Nenechte si ujít výpravu a velmi špatné dílo – vysoce obscénní, nudné a impertinentní. Je to nejhorší, co jsem kdy viděl.“ Není asi potřeba dodávat, že „svou“ princeznu Navarskou považoval za dílo téměř dokonalé a pro dvůr absolutně vhodné. Své místo si tedy Platée získala zejména při mnoha provedeních v Pařížské opeře, kde se začala hrát roku 1749; poslední provedení Prologu zaznělo roku 1773. Platée a její části se tedy v mnoha obměnách hrála – na tehdejší dobu – neuvěřitelných 28 let.
O neobyčejné popularitě opery Platée svědčí to, že se do dnešních dnů dochovalo 31 kompletních verzí opery a Prolog, který se začal uvádět také jako samostatný kus, existuje v 54 různých variantách. Mnoha proměnami prošly také jednotlivé části opery. Známé je i libreto Jacquese Autreaua, sbor kvákajících žab „Quoi, quoi“, Jupiterova proměna v osla a v sovu a řada dalších vokálních i instrumentálních efektů. Hlavních rolí se při premiéře ujali Pier Jeliot v roli ošklivé vodní nymfy Platée a Marie Fel v roli La Folie (Šílenost).

## Děj opery

### Prolog
Po nočním večírku při vinobraní pod památnou horou Citheron probudí jeho účastníci Thespise, vynálezce komedie, z opilého spánku. Dorazí Thalie, múza komedie, a Momus, bůh satiry, a společně plánují pomoc Jupiterovi, který chce vyléčit žárlivou manželku Juno; vynalézají při tom „nový“ žánr – komedii. Přichází Amor, bůh lásky, rozhořčen, že tyto plány se rozhodně nemohou obejít bez jeho genia.

### I. dějství
Uprostřed zuřící bouře sestupuje Jupiterův pobočník Merkur a vysvětluje Citheronovi, pozemskému králi lidí, svůj nebo spíše Jupiterův záměr, jak vyléčit žárlivou Juno; Jupiter bude předstírat lásku k ošklivé nymfě Platée, která pobývá v místních bažinách se svým žabím sborem.
Jakmile se Platée dozví, že ji miluje samotný pán nebes Jupiter, je omráčena štěstím; směle jde vstříc dalším událostem a nabídku k sňatku příjme.

### II. dějství
V doprovodu Moma se zjevuje Jupiter nejprve v podobě osla, pak sovy a nakonec vládce hromu a blesku. Platée konsternována těmito úkazy je přesvědčena, že Jupiter těmito zjeveními zkouší její lásku. Přichází Folie a zpívá příběh o Apollonovi a Dafné jako varování Platée. Všichni naoko velebí nastávající svazek Platée a Jupitera.

### III. dějství
Schyluje se ke svatbě. V tom dorazí rozzuřená Juno a s nefalšovanou žárlivostí útočí na strůjce této situace; neopomene při tom co nejvíc zesměšnit Platée. Když však poprvé Platée spatří, uvědomuje si, že jde o vtip, usmiřuje se s manželem a nešťastná Platée, pukajíc vzteky, skáče zpět do rybníka.

## Nahrávky
- 1999 – Jean Philippe Rameau: Platée ou Junon jalouse (Platée neboli Žárlivá Juno). Ballet bouffon (komický balet) o prologu a třech dějstvích na libreto J. Autreaua a A. J. Valoise. Osoby a obsazení: Platée (Gilles Ragon), La Folie, Thalie (Jennifer Smith), Thepsis, Mercur (Guy de Mey), Jupiter, Satyr (Vincent Le Texier), Junon Junon (Guillemente Laurens), Citherón, Momus (Bernard Deletré), Amor, Clarine (Veronique Gens), Momus (Michel Verschaeve). Ensemble Vocal Francoise Herr a Les Musiciens du Louvre řídí Marc Minkowski.[1][2][3]
- 2014 – na Hudebním festivalu Znojmo byla uvedena česká premiéra Platée.[4]
- 2024 – pražská premiéra opery Platée ve Státní opeře (21. 11. 2024) v režii dua SKUTR a pod taktovkou Václava Lukse [5]

## Recenze
Kritička Radmila Hrdinová (Právo) připsala 85 % inscenaci, uvedené 21. listopadu 2024 souborem pražské Státní opery. Hlavní úlohu ztvárnil nizozemský tenorista Marcel Beekman, režii mělo duo SKUTR (Martin Kukačka a Lukáš Trpišovský); k nastudování přizvali znalce barokní hudby Václava Lukse a jeho Collegium 1704 a Collegium Vocale 1704.